# Oscar Enestad
Oscar Johan Ingvar Enestad (né le 21 février 1997) est un chanteur suédois. Il était membre du boysband FO&O entre 2013 et 2017. Il a participé au concours Melodifestivalen 2017 avec ce groupe, atteignant la finale avec la chanson Gotta Thing About You. En 2017, le groupe a révélé qu'il faisait une pause. Oscar lance alors sa carrière solo en 2018 et participe au concours Melodifestivalen 2019 avec la chanson I Love It. 

## Discographie

### Singles
- 2018 : Heaven on My Skin
- 2019 : Sign of My Love
- 2019 : I Love It

### Album
- 2022 : Drömmar